# Ognjen Kuzmić
Ognjen Kuzmić (Doboy, 16 de maio de 1990) é um jogador sérvio de basquete profissional que atualmente joga pelo Real Madrid. Foi draftado em 2012 na primeira rodada pelo Golden State Warriors.